# Peruana (hooiwagens)
Peruana is de ongeldige naam voor een geslacht van hooiwagens uit de familie Cosmetidae. De eerste wetenschappelijke naam van het geslacht werd in 1957 als Gnidiella gepubliceerd door Carl Friedrich Roewer. Die naam was echter in 1949 door Pierre Parker al gebruikt voor een geslacht van tweekleppigen (nu beschouwd als synoniem van Chione), en dus niet meer beschikbaar. In juni 2008 werd daarop door Hüseyin Özdikmen het nomen novum Peruana voor dit geslacht gepubliceerd. In mei 2008 was die naam echter door Koçak & Kemal al als nomen novum gebruikt voor een geslacht van veldsprinkhanen dat voorheen de ongeldige naam Albrechtia Carbonell & Descamps, 1978 had. Peruana is daarmee opnieuw geen geldige naam voor het geslacht van hooiwagens.

## Soorten
Peruana is monotypisch en omvat slechts de volgende soort:
- Peruana picta (Roewer, 1957)